# Ospia
Ospia is een geslacht van uitgestorven neopterygische straalvinnige beenvissen, dat leefde tijdens het Indien van het Vroeg-Trias in wat nu Groenland is.
Het geslacht werd in 1932 benoemd door Erik Andersson Stensiö.
Fossielen zijn gevonden in de Kap Stosch-formatie.
De lichaamslengte is achttien tot twintig centimeter. Het preoperculare helt naar voren met een bolle voorrand en achterrand. De tanden zijn stomp. De schubben op de zijden van de voorste romp zijn gezaagd.
Stensiö plaatste het geslacht in een eigen Ospiidae maar dat is geen gebruikelijke indeling meer.